# M/S Fyrbjörn
M/S Fyrbjörn är ett arbetsfartyg som ägs av Sjöfartsverket. Skrovet byggdes på varvet Stocznia Gdynia S.A., Gdynia, Polen och utrustningen skedde på Hvide Sande Shipyard, Hvide Sande, Danmark. Fartyget levererades till Sjöfartsverket i juli år 2006 och döptes i Norrköping den 25 oktober samma år. 
Fyrbjörn har hemmahamn i Norrköping, men arbetar från finska gränsen längst upp i Bottenviken till Idefjorden på västkusten med att underhålla fyrar och sjömärken.
Det breda och stadiga katamaranskrovet gör att fartyget aldrig får mer än fem graders slagsida, även om kranen ombord lyfter sina maximala 1,8 ton upp till 35 meter utanför skrovsidan.

## Bildgalleri

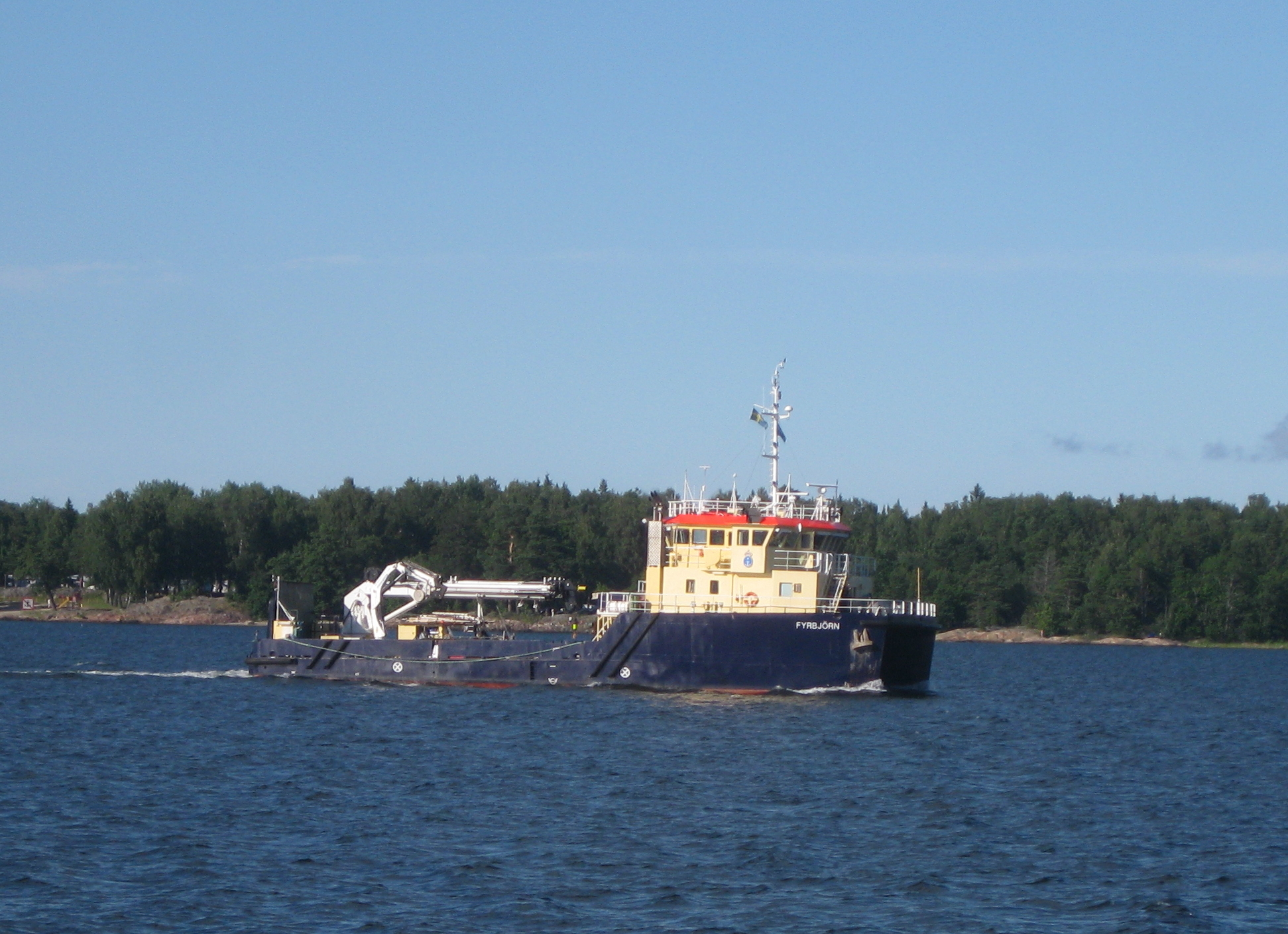
Fyrbjörn mellan Öregrund och Gräsö.
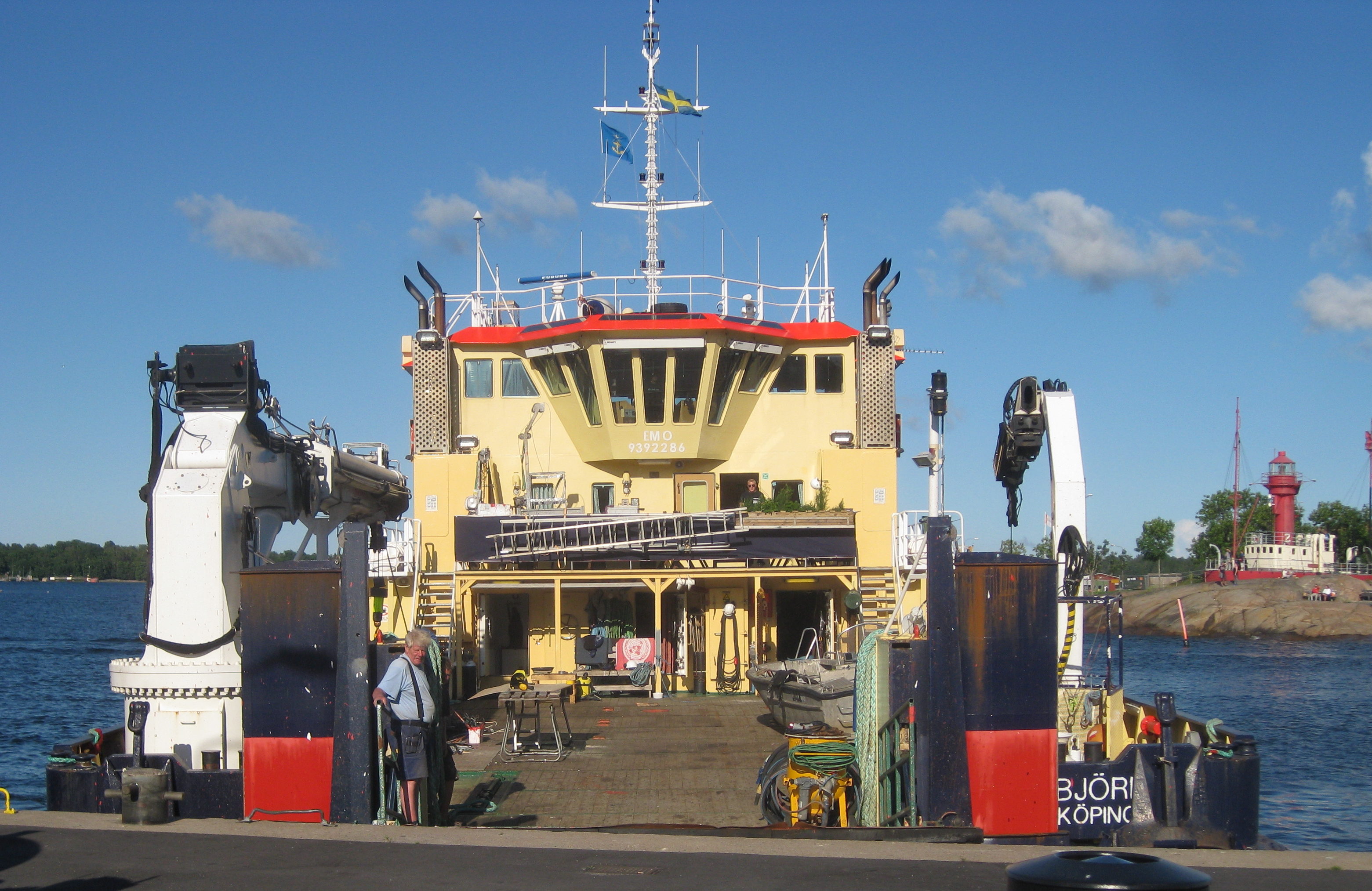
Fyrbjörn i Öregrunds hamn.
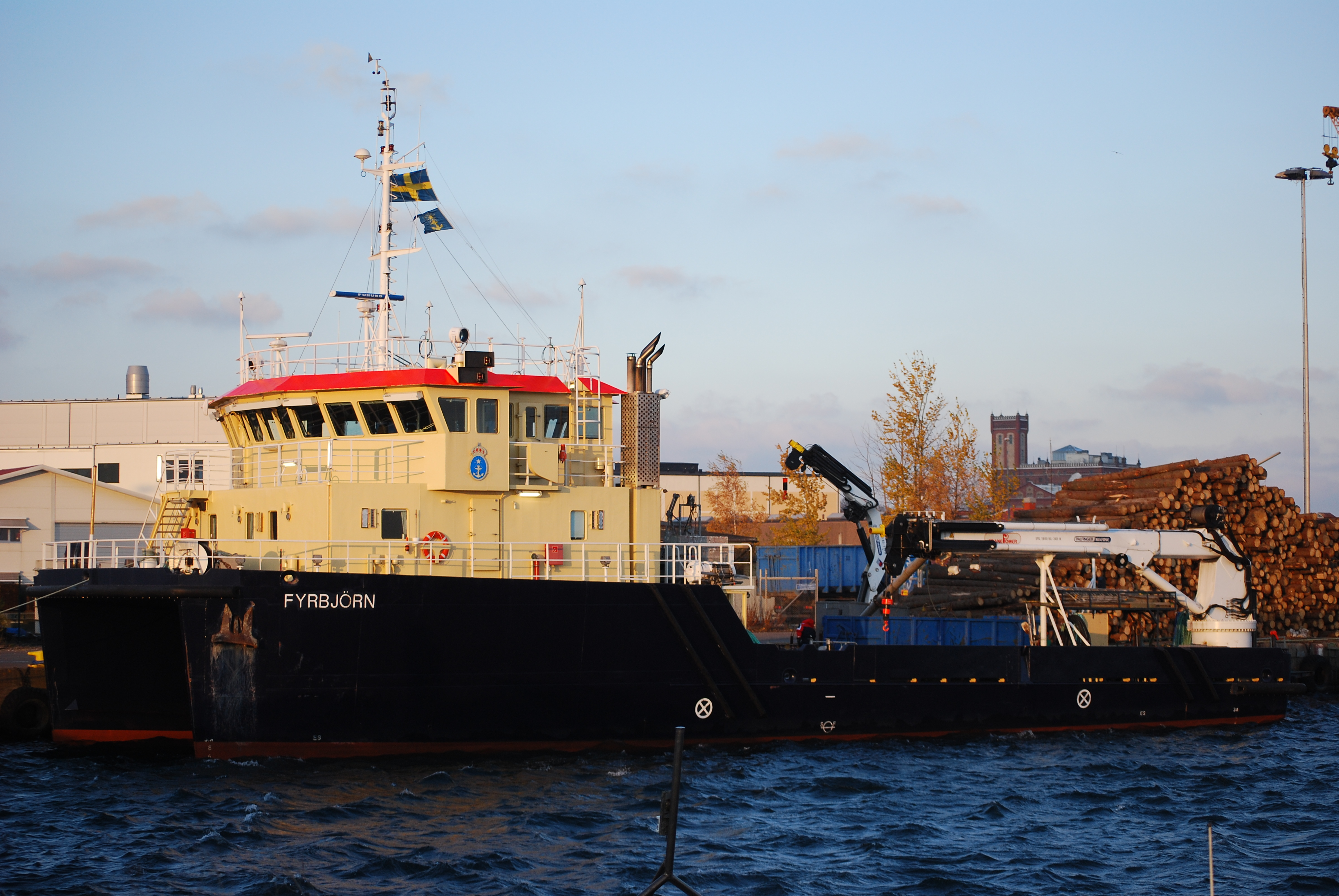
Fyrbjörn i Kalmars hamn, november 2009
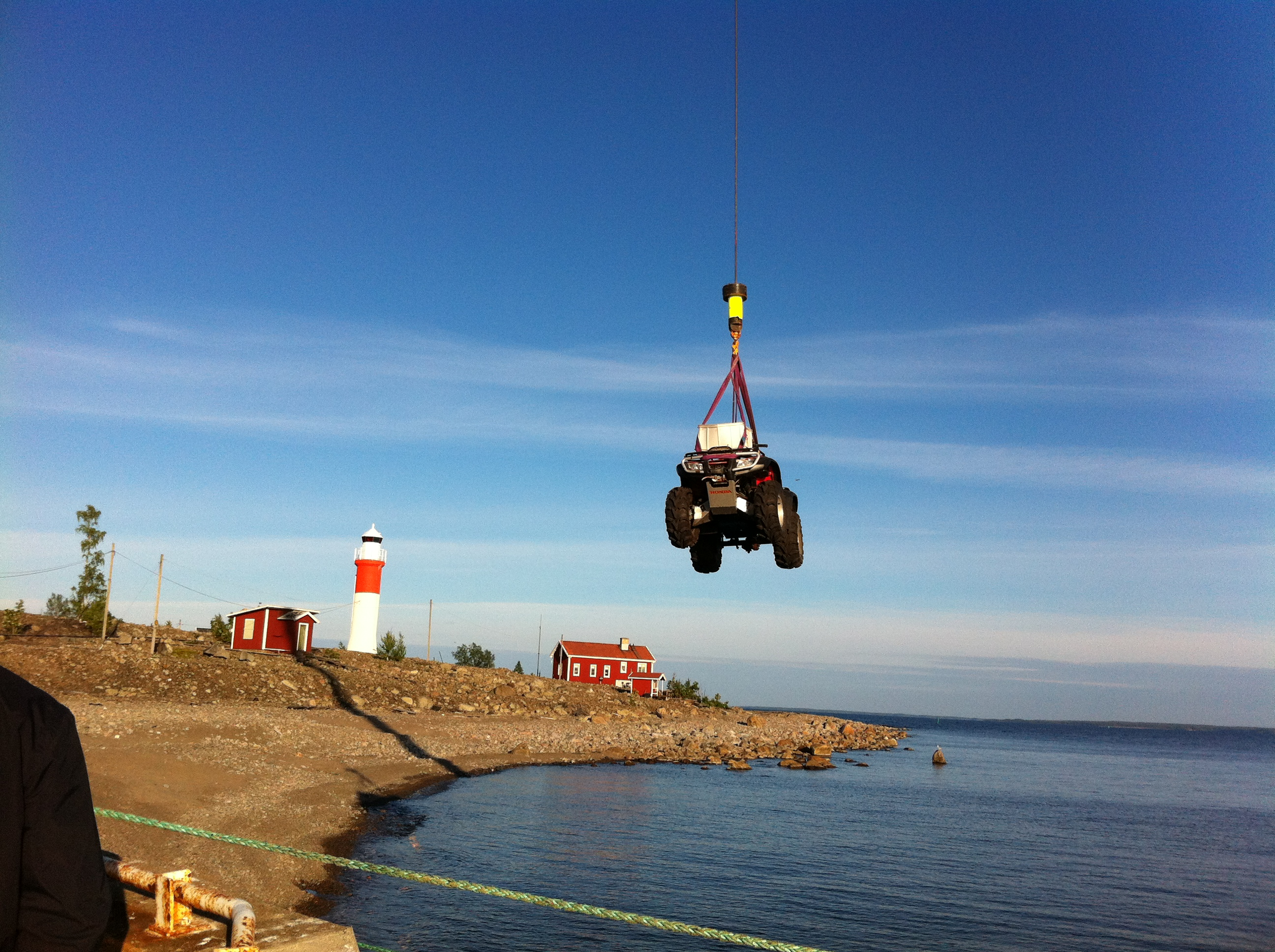
Fyrbjörn lyfter ombord sin fyrhjuling efter underhåll av fyren på Gåsören, jun 2012.
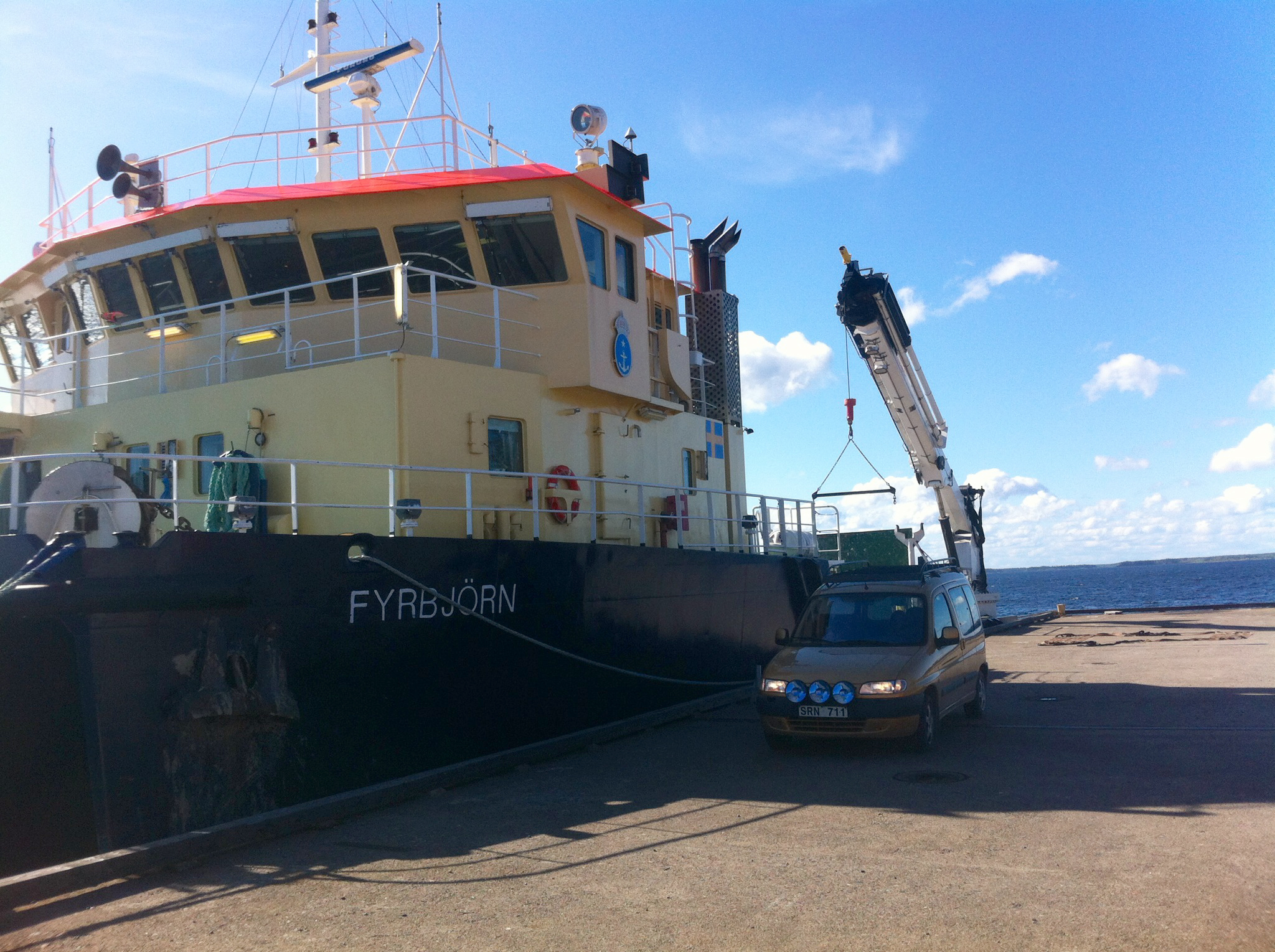
Fyrbjörn i gamla oljehamnen på Bjuröklubb, maj 2015.